# Хекла
Хекла је стратовулкан на југу Исланда, висине 1.491 метар. То је један од најактивнијих вулкана на Исланду; од 874. године, на подручју Хекле и у њеној непосредној близини догодило се више од двадесет ерупција. У средњем веку, Европљани су овај вулкан називали "Вратима пакла".
Хекла је део вулканског гребена дугог 40 km. Најактивнији део тог гребена, пукотина дугачка око 5,5 км, назива се Хеклугја. Хекла личи на преврнут чамац, с низом кратера, од којих су два генерално најактивнија.
Честе велике ерупције овог вулкана покривају већи део Исланда тефром, а ти слојеви могу се користити за датирање ерупција других вулкана на Исланду. Приближно десет одсто тефре настале за последњих хиљаду година на Исланду потиче из Хекле, а реч је о количини од око пет кубних километара. Кумулативно посматрано, овај вулкан произвео је у протеклом миленијуму више лаве од иједног другог вулкана у свету, и то око осам кубних километара.

## Веровања
На исландском језику hekla је огртач са капуљачом, а вулкан је то име по свој прилици добио због своје "капуљаче" од облака на врху. Рани латински извор назива планину Монс Касуле.
Након ерупције 1104. године, Европом се раширила прича, коју су вероватно зачели монаси цистерцити, да је Хекла пролаз у пакао. Монах Херберт од Клервоа написао је о вулкану у свом делу De Miraculis:
"Чувени ватрени казан на Сицилији, који људи називају димњаком пакла, обична је пећ у поређењу с овим пламеним безданом."
Песма монаха Бенедеита, из око 1120. године, о путовањима Светог Брендана, помиње Хеклу као Јудин затвор.
Флатејски кодекс (исл.: Flateyjarbók) казује да су људи, за време ерупције 1341. године, у ватри што је куљала из планине видели велике и мале птице, и веровало се да су то душе. Каспар Бојкер је у 16. веку написао да се врата пакла могу наћи у "безданом понору Хекле". Веровање да је Хекла "врата пакла" одржало се до 1800. године. Још постоји легенда да се вештице окупљају на Хекли за Ускрс.

## Историја ерупција
Прва забележена ерупција Хекле одиграла се 1104. године. Отад се догодило двадесет до тридесет снажних ерупција, а вулканска активност понекад потраје и до шест година, уз краће паузе. Ерупције Хекле су променљивог типа и тешко их је предвидети. Неке су врло кратке (седам до десет дана), док друге умеју да потрају месецима и годинама (1947. године, ерупција је почела 29. марта 1947, а завршила се у априлу 1948. године). Последња ерупција догодила се 26. фебруара 2000. године. 

## Спорт и рекреација
Хекла је популарна дестинација за љубитеље пешачења у природи. После најновије ерупције, за прелазак целе стазе на Хекли потребно је три до четири сата. У пролећном периоду, скијање је могуће на кратким стазама на самом ободу кратера. Лети су проходне планинарске стазе, такође дуж обода кратера. До вулкана се може доћи аутобусом до Ландманалејгара, смештеног 30 км источно од саме планине, и могуће је одсести или камповати на фармама у том крају. "Хекла центар" на фарми Лејрубахи отворен је 2007. године.

## Флора и фауна
Област Хекле некад је била шумовита. Шума и неке траве много су отпорнији на таложење пепела и пловућца него ниско растиње, али комбиновани ефекат насељавања људи и вулканске активности допринео је да ионако нестабилна површина псотане подложна ерозији. Пројекат пошумљавања Хеклускоукар, покушај је обнављања 90.000 хектара некадашњих шума на обронцима Хекле, који започиње ђубрењем земљишта и сетвом траве. То ће стабилизовати пространа подручја покривена вулканским пепелом, допринети ублажавању ерозије на деловима тла попуцалом од мраза и унапредити биодиверзитет. Реч је о највећем пошумљавању овог типа у Европи. После ерупције, готово сва "безбедна места" на новим токовима лаве у року од двадесет година колонизују маховине, да би се на тим местима, у року од педесет година, образовао хомогени слој дебео и до двадесет центиметара.